# Ellisville (Missouri)
Ellisville és una població dels Estats Units a l'estat de Missouri. Segons el cens del 2000 tenia 9.104 habitants.

## Demografia
Segons el cens del 2000, Ellisville tenia 9.104 habitants, 3.209 habitatges, i 2.486 famílies. La densitat de població era de 808,1 habitants per km².
Dels 3.209 habitatges en un 39,7% hi vivien nens de menys de 18 anys, en un 66,9% hi vivien parelles casades, en un 8,2% dones solteres, i en un 22,5% no eren unitats familiars. En el 19,4% dels habitatges hi vivien persones soles el 9,3% de les quals corresponia a persones de 65 anys o més que vivien soles. El nombre mitjà de persones vivint en cada habitatge era de 2,74 i el nombre mitjà de persones que vivien en cada família era de 3,16.
Per edats la població es repartia de la següent manera: un 27,2% tenia menys de 18 anys, un 5,7% entre 18 i 24, un 28,7% entre 25 i 44, un 23,8% de 45 a 60 i un 14,6% 65 anys o més.
L'edat mediana era de 39 anys. Per cada 100 dones de 18 o més anys hi havia 86,8 homes.
La renda mediana per habitatge era de 65.016 $ i la renda mediana per família de 74.375 $. Els homes tenien una renda mediana de 55.224 $ mentre que les dones 32.062 $. La renda per capita de la població era de 27.379 $. Entorn de l'1,9% de les famílies i el 3,5% de la població estaven per davall del llindar de pobresa.

## Poblacions més properes
El següent diagrama mostra les poblacions més properes.